# Plagne (Ain)
Plagne es una comuna francesa situada en el departamento de Ain, de la región de Auvernia-Ródano-Alpes. 

## Demografía
| 86 | 74 | 58 | 61 | 73 | 83 | 81 | 128 |
| Para los censos de 1962 a 1999 la población legal corresponde a la población sin duplicidades (Fuente: INSEE [Consultar]) |    |    |    |    |    |    |     |

## Historia
Creada en 1845 con las aldeas de Plagne y Tré-Montréal segregadas de Saint-Germain-de-Joux, y la de Le Chaillet segregada de Charix.